# Храм Васкрсења Христовог
Храм Васкрсења Христовог, такође познат и као храм Гроба Господњег или црква Васкрсења Христовог (црква Светог Гроба), јесте црква која се налази на брду Голгота, унутар зидина Старог града Јерусалима, Светој земљи, и сматра се центром хришћанског света.
Место на коме је храм Васкрсења Христовог, је на брду Голгота (Калварија), на коме је разапет, где је касније погребен, а затим и васкрсао Исус Христос.
Данас је храм Васкрсења Христовог седиште грчког православног патријарха јерусалимског, контрола целог објекта (комплекса) подељена између неколико хришћанских цркава где постоји подела над управом појединих делова цркве, капела, олтара, такође постоје посебна правила, којих се сви придржавају вековима.
- Храм Васкрсења Христовог у Јерусалиму и црква Рођења Христовог у Витлејему, се сматрају као најважнија хришћанска светилишта.

## Историја

### Византијски период (почетак градње храма)
Константин Велики својим Миланским едиктом 313. године зауставио је прогон хришћанства. Године 324. Константин побеђује Ликинија и постаје самодржац Римског царства. Двадесетог маја 324. године почиње са радом Први васељенски сабор у Никеји. На овом сабору учествовао је и јерусалимски епископ Макарије, који је неколико пута разговарао са Константином о светим местима на Голготи, где је страдао Исус Христос, које је било место хришћанских ходочашћа.. У то време је света Јелена мајка цара Константина походила је област Голготу, са задатком да нађе Часни крст. Тада је на Голготи цар Хадријан поставио паганске статуе са намером да спречи ходочашћа хришћана. Међутим света Јелена је у једној пећини нашла Часни крст који је касније положен на једну упокојену жену, која је васкрсла, и тиме је показана сила Часног крста. После овог дивног чуда, место Распећа и погребења Исуса Христа постало је доступно свима.
Према сведочењу Јевсевија Кесаријског, наводи се писмо које је Константин Велики упутио Епископу јерусалимском Макарију, коме је дао нацрт цркве Васкрсења на Голготи и велику слободу Макарију приликом изградње.
По Теодориту Кирском, света Јелена је предала Константиново писмо епископу Макарију. Сократ у својој Црквеној историји сведочи да је црква подигнута по плану архитекте Зиновија. Елементи овог пројекта сачувани су и у каснијим реконструкцијама.
Радови на цркви Васкрсења су завршени 325. године, а освећење је било 13. септембра 336. године у време Сабора у Тиру. Прва црква Васкрсења позната је као Константинова базилика, а делимичан опис о њеном настанку записан је у делу „Живот светог Константина од Јевсевија Кесаријског“.

### Персијски и арапски период
Године 614. персијски краљ Хозрој II освојио је Јерусалим. Том приликом Јерусалим је доживео страшна разарања. Бројни хришћани страдали су од Персијанаца и њихових сарадника Јудеја. Тада је разрушено више од триста манастира у Јерусалиму и околини. Исту судбину доживеле су и цркве у граду - црква Пресвете Богородице на светом Сиону, изграђена у време цара Јустинијана у спомен Успења Пресвете Богородице на Маслинској гори.
Црква Васкрсења Христовог је такође била мета мржње зороастријанаца, па је била спаљена. Персијанци су из цркве покрали све највредније дарове старије од триста година, које су цркви Васкрсења даровали Константин Велики и царица Јелена, а и царица Евдокија.
Највреднија украдена драгоценост био је Часни Крст, који се налазио на златном постољу на Голготи и био је запечаћен патријаршким печатом. Овај догађај је уздрмао хришћански свет. Часни Крст је са свим другим драгоценостима, однесен у главни град Персијског царства, а јерусалимски патријарх Захарија одведен је у ропство.
У ово време, Модест игуман манастира светог Теодосија, уз помоћ александријског патријарха Јована Милостивог, чинио је све да помогне и утеши палестинске хришћане. Сам је многе заробљенике откупио из ропства и бринуо се да прехрани мноштво сиротиње, а монаштво да врати у манастире. Поновну изградњу цркве Васкрсења, Модест је почео са монахом Антиохом, сакупљајући помоћ на читавом Истоку. У том великом подвигу помагао им је свети Јован Милостиви, шаљући не само новац, већ и многе раднике и потребне материјале за изградњу цркве Васкрсења.
Радови на цркви Васкрсења завршени су 626. године. Међутим, због великог сиромаштва које је владало у читавој области, црква није обновљена у истом сјају као први пут. Предање каже да је први човек који се крстио у обновљеној цркви Васкрсења био један персијски војник, каснији великомученик Анастасије Персијанац. Када је византијски цар Ираклије победио Персијанце, ослободио је патријарха јерусалимског Захарију, а сам је узео Часни Крст и донео га у Константинопољ, а потом га 630. године вратио у Јерусалим. Тај догађај се празнује као Воздвижење Часнога Крста и од тада се у свим православним црквама 14. септембра празнује тај јединствени догађај. Нова црква Васкрсења била је изграђена у византијском стилу, а историјске податке о њеној обнови у време Ираклија, налазимо у путним записима Аркулфа из 1680. године.
Односи јерусалимских хришћана и муслиманске власти зависили су највише од односа између Калифата и византијских царева.
Године 969. једна разјарена група муслимана упала је у цркву Васкрсења и потпуно је демолирала, изражавајући незадовољство према неким одлукама тадашњег цара Никифора II Фоке. Том приликом јерусалимски патријарх Јован IV страдао је мученички, пламеном сажежен.
Године 995. Египтом је завладао Хаким Ибн Амрилах, чија је мајка била хришћанка. Историја га памти као једног непостојаног и непредвидивог тиранина. Прогонио је хришћане са много већим фанатизмом од његових претходника, желећи тиме да прикрије своје хришћанско порекло. Највећи израз његове мржње према хришћанима резултовао је разорењем цркве Васкрсења 1010. године. Тек са доласком Хакимовог сина Дареха, долази до обнове цркве Васкрсења, уз договор са византијским царем Романом Трећим. Обнова бива завршена 1048.

### Хришћански период
Године 1099. долазе хришћани пред зидове Јерусалима.
Преговарајући са муслиманима закључен је споразум о заштити хришћанских светиња, а 16. јула исте године Јерусалим пада у руке Франака и њиховог вође Готфрида. Њихова власт ће трајати осамдесет осам година. За ово време Латини су пазили на цркву и уз помоћ византијских царева одржавали је и чували од промена њену грађевину. Они су се посветили првенствено обнови латинског патријархата у чему им је такође помогао византијски цар Мануил Комнен. Године 1187. Саладин прогони крсташе и постаје владар Јерусалима. Саладин је у циљу обезбеђења цркве зазидао сва врата осим главних и поставио прозоре на куполи цркве. Уз то, Саладин је наредио да се узме крст са цркве Васкрсења, који је красио куполу и дозволио да он буде ношен улицама града. Штете на цркви би биле и веће да није било правовремене интервенције византијске дипломатије. Цар Исакије Ангел о свему је обавестио и самог султана, после чега Саладин издаје декрет, по коме све цркве у светим местима поново постају власништво Ромеја. Овај декрет ће касније бити постављен на самом улазу у цркву. Од тада па све до 1229. године, православни хришћани су имали власт над црквом Васкрсења.
Те 1229. године, немачки цар Фридрих II Барбароса осваја Палестину и постаје владар у Јерусалиму. Поново долази до повратка латинског клира, а православнима ће све до 1244. године бити укинута сва права и они ће за то време трпети велике страхоте.
Египатски султан Салех Егијуп, 1244. године осваја Свету земљу и враћа православнима власт над светим местима, предајући кључ цркве Васкрсења грчком патријарху. Године 1390. црква Васкрсења бива потпуно обновљена и реновирана уз помоћ грчког цара Јована Кантакузина.

### Отомански и каснији период
После пада Константинопоља настаје тежи период све до 1517. када долази отомански султан у Јерусалим и својим хатишерифом гарантује права и враћа власт над црквама и светим местима јерусалимском патријарху Доротеју. Међутим, настају трзавице око тога ко ће поседовати кључ цркве. Султана Селима наслеђује његов син Сулејман, који ће кључ цркве Васкрсења предати на чување муслиманима и та традиција је сачувана до данас.
Године 1537. потписан је мир између Европљана и Отоманске империје, после чега у Свету земљу стижу францискански монаси.
Црква Васкрсења је поново обновљена 1720. године, у време патријарха Хрисанта, с тим што су представници сваке конфесије обнављали део цркве који је припадао њима, док је Свети Гроб остао као што је и био. Године 1808. године, непажњом једног јерменског морнара избија пожар на иконостасу јерменске капеле. Пожар се веома брзо проширио, а у његовом гашењу учествовали су францисканци и монаси братства Светога Гроба. Међутим, пламен се толико проширио да је ускоро стигао и до куполе. Од ватрене стихије у цркви је сачуван само Гроб Господњи.
Патријарх јерусалимски Поликарп заједно са васељенским патријархом Калиником и другима почиње обнову цркве, упркос тешкоћама који су чинили неправославни и нехришћани, поновно освећење је било 13. септембра 1810. А 1842 поново је цркву обновили Грци, уз делимичну помоћ Француза.
После Кримског рата, Русија, Француска и Турска одлучују да заједно обнове цркву, задржавајући status quo по питању власништва цркве. Ови радови су почели 1867. године и трајали су укупно две године. Тиме су закључени најзначајнији досадашњи радови на Храму Васкрсења Христовог у Јерусалиму.

## Данашње стање
Храм Христовог Васкрсења (Црква Гроба Господњег), је данас велики архитектонски комплекс под куполом (Ротонда), на Голготи и месту Распећа. На централном делу испод куполе Храма Васкрсења Христовог, налази се мања Црквица (капела) Гроба Христовог.
У склопу комплекса храма Васкрсења Христовог је и седиште грчког Православног Патријарха Јерусалимског.
Под великом куполом се налази више црквица, капела Гроба Христовог (капела Светог Гроба), друге капеле, галерије, просторије и крипте, различитих стилова, које су подељене између православне (којој припада највећи део), католичке, јерменске, коптске и других хришћанских заједница.
На самом улазу у базилику се налази камен-плоча Миропомазања, на којој је било спуштено тело Христово након распећа, Калварија (са две капеле: Латинска и Грчка), капела Гроба Господњег, која се налази у центру Ротонде зване “Anastasis” – грч. „Васкрсење“, Капела проналаска Светог Крста, и Капела Свете Јелене. У средини Ротонде, највеће просторије Цркве се налази мала камена капела, која чини остатак пећине у којој је било положено тело Христово и зове се Едикуле или Кувуклија. У Кувуклији је Христ Васкрсао. Кувуклија-Едикуле или гроб Господњи је празан, јер је Христос васкрсао.
Постоје и посебна правила понашања у цркви, која сви поштују и познати су по називу Status quo, које све заједнице поштују. Ипак се понекад дешавају неспоразуми и конфликтне ситуације између различитих конфесија, кад једна од страна прекрши неко од правила понашања.
Иначе кључеве храма Васкрсења Христовог по традицији чувају две муслиманске породице (још из времена Саладина) које сваки дан отварају врата храма.

### Стражари Христовог Гроба
Јерусалимски Патријарх са својим братством, епископима, свештенством, монасима и др. води Братство Светог гроба. Ово братство има задатак да чува православну веру и света места у Светој земљи, и да се залажу за православље. У оквиру братства постоји и подгрупа који се зову “стражари”, односно посебна група монаха из манастира Св. Константина и Јелене. Ови монаси имају задатак да чувају капелу Гроба Христовог и остала света места, и да бране веру. Ту ће бити најмање један “стражар” код капеле Анђела. Та традиција је успостављена још од посете Свете Јелене 326 година.

### Свети огањ
Сваке године се уочи Васкрса, на Велику суботу, код Христовог Гроба, православни патријарх моли Богу да пошаље Благодатни огањ на њега и ходочаснике.
- Занимљиво је и то да се у непосредној близини светог храма Васкрсења Христовог и Грчке патријаршије, и данас налази задужбина краља Милутина, Српски манастир светих Архангела у Јерусалиму.

## Галерија
- Купола Храма (1822—1881)
- Црква Васкрсења Христовог, 1856.
- Улазак у Цркву Васкрсења Христовог, 1898.
- Улаз у Цркву Васкрсења Христовог, 2010.
- Место где се сматра да је умро (разапет) Исус, сада је ту Православни олтар
- Камен помазања
- Анђеоски камен
- "Пантрокатор“ на куполи Базилике
- Грчки олтар на Калварији
- Степенице за Голготу
- Соба Блага. У центру је Истински Крст, и остале реликвије
- Каталикон
- Капела Свете Јелене
- Врата на Цркви Васкрсења Христовог
- Крст на Храму Васкрсења Христовог
- Ходочасници из Мађарске, Румуније и Србије улазе у Гроб Господњи дана 16. октобра 2009.
- Унутрашњост Цркве, снимак
- Унутрашњост, снимак 2